# Jochem Verberne
Joachim Hermanus Jacobus Verberne, nizozemski veslač, * 19. januar 1978, Alkmaar.
Verberne je za Nizozemsko nastopil na Poletnih olimpijskih igrah 2000 v Sydneyju, kjer je z nizozemskim dvojnim četvercem osvojil srebrno medaljo.